# Taraxacum arcticum
Taraxacum arcticum (кульбаба короткорога) — вид трав'янистих рослин родини Айстрові (Asteraceae), поширений у Північній Євразії.

## Таксономічні примітки
Секція до якої належить цей вид був раніше названий sect. Arctica, але наразі sect. Antarctica, у зв'язку із включенням видів із найпівденнішої Південної Америки; себто секція біполярна. У межах ареалу вид легко розпізнається серед інших видів роду за його маленькими головами з білими або майже білими квітами й маленькими та дуже темними плодами.

## Опис
Це багаторічні трав'янисті поодинокі або слабо колоніальні рослини з одним білим стрижневим коренем. Каудекс закінчується прикореневою розеткою на рівні землі з 5–8(10) листками. Вся рослина безволоса. Листя 5–10 × 1–1.5 см, з крилатим черешком в 1/3–1/4 всієї довжини листа. Листки від оберненоланцетних до з широкою вершиною в загальних рисах, з 2–4 лопатями, кінці лопатей зазвичай вузько-трикутні й тупі; зеленого або темно-зеленого кольору з широкими блідими серединними жилами. Суцвіття — одна верхівкова головка 1.3–2 см шириною. Є два ряди чорних або чорнувато-зелених приквіток голів, без придатків («рогів»). Зовнішніх приквітків 8–10, 3–5 × 3–5 мм, притиснуті, широко трикутні або в формі серця з загостреним кінцем біля основи. зі злегка розширеною тупою вершиною. Внутрішніх приквітків 5–12, 8–12 × 1.5–2 мм, притиснуті, вузько довгасті, внутрішні з них з широким білим краєм. Квітколоже плоске. Квіти моносиметричні. Променеві квіти білі або кремові з широкою ліловою смугою на зовнішній поверхні, 10–15 мм, закінчуються (3)5 короткими, нерівними зубами. Плід ділиться на тіло, вузько циліндричний дзьоб з конічним потовщенням біля основи і чубком. Плодове тіло 4–6 × 0.7–0.9 мм, блискуче червонувато-коричневе з дрібними ребрами, дзьоб 2.5–4 мм, чубчикові промені ≈4 мм, білі.

## Поширення
Північна Євразія (Норвегія [вкл. Шпіцберген], Росія). Поширений від архіпелагу Шпіцберген на схід до Чукотського півострова в північно-східній Азії, повідомлення з пн. Ґренландії потребує підтвердження. Тільки на Шпіцбергені вид є невід'ємною частиною арктичної рослинності.
Населяє вологі пустища й луки, часто на схилах з деяким захистом снігового покриву в зимовий період. Ймовірно, байдужий до реакції ґрунту (рН).

## Відтворення
Безстатеве розмноження насінням; дуже локальне вегетативне розмноження шляхом фрагментації кореневища. Плоди легко поширюються вітром через наявність чубчика.